# Ткачук Валентин Романович
Валентин Романович Ткачук (нар. 22 червня 1976) — український футболіст, що виступав на позиції нападника. Відомий за виступами в луцькій «Волині» та золочівському «Соколі» у першій українській лізі, виступав також за футзальний клуб вищої ліги зі Львова «Україна».

## Футбольна та футзальна кар'єра
Валентин Ткачук розпочав свою кар'єру гравця виступами за львівський футзальний клуб вищої ліги «Україна», у якому зіграв 10 матчів у 1997 році. У 1997 році розпочав виступи за аматорські футбольні клуби Волинської області — спочатку «Волинь-2» з Луцька, а з 1998 року за «Троянду-Експрес» з Гірки Полонки. З початку 1999 року футболіст отримує запрошення до команди першої ліги — луцької «Волині», за яку зігра за півроку 9 матчів у чемпіонаті України. Наступного сезону, хоча й Ткачук не став постійним гравцем основи, футболіст зіграв уже 25 матчів за луцький клуб. Проте після закінчення сезону футболіст стає гравцем друголігового клубу «Сокіл» із Золочева. Наступний сезон Валентин Ткачук розпочав у іншому друголіговому клубі «Фрунзенець-Ліга-99» із Сум, а закінчив його в аматорській команді «Іква» з Млинова. На початку 2003 року Ткачук повернувся до «Сокола», який на той час вийшов до першої ліги, де виступав із своїм колишнім партнером по «Волині» Василем Кохановським. Проте  футболіст зіграв у складі команди лише 5 матчів, та ще одну гру зіграв у складі друголігової чернігівської «Десни», яка на той час була фарм-клубом «Сокола». Улітку нетривалий час Ткачук грав за аматорський клуб «Волинь-Цемент» із Здолбунова, а з липня 2003 року вже на постійній основі вдруге став гравцем «Десни», за яку зіграв 29 матчів у другій лізі. У 2004—2005 роках футболіст знову грав у складі «Волинь-Цементу», після чого завершив футбольну кар'єру.